# Eastbourne International 2018
Eastbourne International 2018 (також відомий під назвою Nature Valley International за назвою спонсора) - чоловічий і жіночий тенісний турнір, що проходив на відкритих кортах з трав'яним покриттям Devonshire Park Lawn Tennis Club в Істборні (Велика Британія). Відбувсь усорокчетверте[джерело?] серед жінок і увосьме - серед чоловіків. Належав до серії Premier в рамках Туру WTA 2018, а також до серії ATP 250 у рамках Туру ATP 2018. Тривав з 25 до 30 червня 2018 року.

## Очки і призові

### Нарахування очок
| Дисципліна                 | П   | Ф   | ПФ  | ЧФ  | 1/8 | 1/16 | 48 учасників | Q   | Q2  | Q1  |
| Чоловіки, одиночний розряд | 250 | 150 | 90  | 45  | 20  | 0    | Н/Д          | 12  | 6   | 0   |
| Чоловіки, парний розряд    | 250 | 150 | 90  | 45  | 0   | Н/Д  | Н/Д          | Н/Д | Н/Д | Н/Д |
| Жінки, одиночний розряд    | 470 | 305 | 185 | 100 | 55  | 30   | 1            | 25  | 13  | 1   |
| Жінки, парний розряд       | 470 | 305 | 185 | 100 | 1   | Н/Д  | Н/Д          | Н/Д | Н/Д | Н/Д |

### Призові гроші
| Дисципліна                 | П        | F       | ПФ      | ЧФ      | 1/8     | 1/16   | Round of 48 | Q2     | Q1     |
| Чоловіки, одиночний розряд | €117,930 | €62,115 | €33,650 | €19,170 | €11,295 | €6,690 | Н/Д         | €3,010 | €1,505 |
| Жінки, одиночний розряд    | $158,770 | $84,505 | $42,260 | $21,415 | $11,140 | $5,825 | $3,840      | $2,125 | $1,278 |
| Чоловіки, парний розряд    | €35,830  | €18,830 | €10,210 | €5,840  | €3,420  | Н/Д    | Н/Д         | Н/Д    | Н/Д    |
| Жінки, парний розряд       | $49,950  | $26,435 | $14,539 | $7,410  | $4,020  | Н/Д    | Н/Д         | Н/Д    | Н/Д    |

## Учасники основної сітки в рамках чоловічого турніру

### Сіяні пари
| Країна          | Гравець         | Рейтинг1 | Сіяний |
| --------------- | --------------- | -------- | ------ |
| Аргентина       | Дієго Шварцман  | 11       | 1      |
| Велика Британія | Кайл Едмунд     | 17       | 2      |
| Канада          | Денис Шаповалов | 23       | 3      |
| Італія          | Марко Чеккінато | 28       | 4      |
| Аргентина       | Леонардо Маєр   | 38       | 5      |
| Іспанія         | Давид Феррер    | 40       | 6      |
| США             | Стів Джонсон    | 44       | 7      |
| Угорщина        | Мартон Фучович  | 45       | 8      |

- 1 Рейтинг подано станом на 18 червня 2018.

### Інші учасники
Нижче наведено учасників, які отримали вайлд-кард на участь в основній сітці:
- Енді Маррей
- Cameron Norrie
- Стен Вавринка

Нижче наведено гравців, які пробились в основну сітку через стадію кваліфікації:
- Маттео Берреттіні
- Даніель Брандс
- Алекс де Мінор
- Roberto Quiroz

Учасники, що потрапили до основної сітки як a щасливий лузер:
- Jay Clarke

### Відмовились від участі
- Олександр Долгополов → його замінив  Ніколас Джаррі
- Мартон Фучович → його замінив  Jay Clarke
- Петер Гойовчик → його замінив  Марко Чеккінато
- Філіп Країнович → його замінив  Тейлор Фріц
- Фелісіано Лопес → його замінив  Лукаш Лацко
- Тенніс Сандгрен → його замінив  Жиль Сімон

## Учасники основної сітки в парному розряді

### Сіяні пари
| Країна   | Гравець               | Країна        | Гравець          | Рейтинг1 | Сіяний |
| -------- | --------------------- | ------------- | ---------------- | -------- | ------ |
| Колумбія | Хуан Себастьян Кабаль | Колумбія      | Роберт Фара      | 28       | 1      |
| Хорватія | Іван Додіг            | США           | Ражів Рам        | 46       | 2      |
| ПАР      | Равен Класен          | Нова Зеландія | Майкл Венус      | 55       | 3      |
| США      | Майк Браян            | США           | Джеймс Серретані | 65       | 4      |

- 1 Рейтинг подано станом на 18 червня 2018.

### Інші учасники
Нижче наведено пари, які отримали вайлдкард на участь в основній сітці:
- Luke Bambridge /  Jonny O'Mara
- Scott Clayton /  Джо Солсбері

## Учасниці основної сітки в рамках жіночого турніру

### Сіяні пари
| Країна          | Гравчиня             | Рейтинг1 | Сіяна |
| --------------- | -------------------- | -------- | ----- |
| Данія           | Каролін Возняцкі     | 2        | 1     |
| Чехія           | Кароліна Плішкова    | 7        | 2     |
| Чехія           | Петра Квітова        | 8        | 3     |
| Німеччина       | Анджелік Кербер      | 11       | 4     |
| Латвія          | Олена Остапенко      | 12       | 5     |
| Німеччина       | Юлія Гергес          | 13       | 6     |
| Росія           | Дарія Касаткіна      | 14       | 7     |
| Австралія       | Ешлі Барті           | 16       | 8     |
| Бельгія         | Елісе Мертенс        | 17       | 9     |
| Словаччина      | Магдалена Рибарикова | 19       | 10    |
| Латвія          | Анастасія Севастова  | 20       | 11    |
| Нідерланди      | Кікі Бертенс         | 21       | 12    |
| Велика Британія | Джоанна Конта        | 22       | 13    |
| Чехія           | Барбора Стрицова     | 24       | 14    |
| Австралія       | Дарія Гаврилова      | 25       | 15    |
| Іспанія         | Карла Суарес Наварро | 26       | 16    |

- 1 Рейтинг подано станом на 18 червня 2018.

### Інші учасниці
Нижче наведено учасниць, які отримали вайлд-кард на участь в основній сітці:
- Гаррієт Дарт
- Саманта Стосур
- Кейті Свон
- Гезер Вотсон

Нижче наведено гравчинь, які пробились в основну сітку через стадію кваліфікації:
- Катерина Бондаренко
- Курумі Нара
- Крістина Плішкова
- Юлія Путінцева
- Андреа Сестіні-Главачкова
- Наталія Віхлянцева

Учасниці, що потрапили до основної сітки як a щасливий лузер:
- Сачія Вікері

### Відмовились від участі
- Кетрін Белліс → її замінила  Алісон ван Ейтванк
- Сімона Халеп → її замінила  Сє Шувей
- Наомі Осака → її замінила  Кая Канепі
- Леся Цуренко → її замінила  Сачія Вікері
- Олена Весніна → її замінила  Донна Векич

## Учасниці основної сітки в парному розряді

### Сіяні пари
| Країна            | Гравчиня                  | Країна  | Гравчиня                   | Рейтинг1 | Сіяна |
| ----------------- | ------------------------- | ------- | -------------------------- | -------- | ----- |
| Чехія             | Андреа Сестіні-Главачкова | Чехія   | Барбора Стрицова           | 12       | 1     |
| Словенія          | Андрея Клепач             | Іспанія | Марія Хосе Мартінес Санчес | 26       | 2     |
| Китайський Тайбей | Латіша Чжань              | КНР     | Пен Шуай                   | 27       | 3     |
| Канада            | Габріела Дабровскі        | КНР     | Сюй Їфань                  | 28       | 4     |

- 1 Рейтинг подано станом на 18 червня 2018.

### Інші учасниці
Нижче наведено пари, які отримали вайлдкард на участь в основній сітці:
- Гаррієт Дарт /  Кейті Данн

## Фінальна частина

### Чоловіки. Одиночний розряд
- Міша Зверєв —  Лукаш Лацко, 6–4, 6–4

### Одиночний розряд. Жінки
- Каролін Возняцкі —  Арина Соболенко 7–5, 7–6(7–5)

### Парний розряд. Чоловіки
- Luke Bambridge /  Jonny O'Mara —  Кен Скупскі /  Ніл Скупскі, 7–5, 6–4

### Парний розряд. Жінки
- Габріела Дабровскі /  Сюй Їфань —  Ірина-Камелія Бегу /  Міхаела Бузернеску 6–3, 7–5